# MSBS
MSBS (пол. Modułowy System Broni Strzeleckiej — модульная система стрелкового оружия) — польская стрелковая платформа индивидуального оружия. Оружие сконструировано в результате НИОКР по созданию модульной системы стрелкового оружия, с классической компоновкой и булл-пап. MSBS рассчитана как платформа, на основе которой производятся автоматы, ручные пулемёты и снайперские винтовки. MSBS является частью польской программы солдата будущего — индивидуальной боевой системы «Титан». Модульность позволила упростить конструирование, производство и ускорить обучение солдат обращению с оружием.

## История
Программа разработки модульной системы стрелкового оружия калибра 5,56 мм для польских вооружённых сил была начата 4 декабря 2007 г., в ходе которой первоначально намечалось закончить разработку 3 декабря 2010 г. Программа предусматривала создание вариантов винтовки в классической компоновке и в компоновке булл-пап. В программе участвовал консорциум Радомского оружейного завода и Института оружейных технологий, являющегося подразделением факультета мехатроники и авиации Военно-технической академии имени Ярослава Домбровского из Варшавы. 15 декабря 2009 г. новая штурмовая винтовка была представлена публике в двух намеченных вариантах. В 2010 году автомат, созданный по программе MSBS, в результате конкурса среди читателей журнала «Выстрел» (пол. Strzal) получил имя Radon, но позже в 2012 году был переименован в Grot.

## Описание
Семейство MSBS работает на основе энергии пороховых газов, которые приводят в движение поршень с коротким ходом, воздействующий на затворную раму. Имеется газовый регулятор, для нормирования количества поступления газа в газоотводной трубке. В нём два режима: открытый или закрытый. Поворотный затвор имеет семь боевых упоров. Огонь ведётся одиночный или автоматический.
Магазины стандарта STANAG 4179, применяемых в частности в винтовках М16. Ствольная коробка сделана из алюминиевого сплава. Оружие адаптировано для левшей: переводчик огня, предохранитель, рычаг взведения затвора имеются по обе стороны автомата. На автомате по умолчанию ставятся планки Пикатинни для крепления коллиматорных и оптических прицелов, фонарей, приборов ночного видения, лазерных целеуказателей, передних рукояток и другого вспомогательного оборудования.

## Версии
MSBS подразделяется на две основные версии: классической компоновки и булл-пап. У каждой линейки имеется пять разновидностей:
- автомат с длиной ствола 11 дюймов (11″);
- автомат с длиной ствола 16 дюймов (16″);
- автомат с подствольным гранатомётом;
- марксманская винтовка с длиной ствола 16 дюймов (16″);
- ручной пулемёт с длиной ствола 16 дюймов (16″);

Также имеется парадный вариант классической компоновки с длиной ствола 18 дюймов (18″) с фиксированным прикладом для Батальона почётного караула Во́йска польского. Предназначена для замены карабина СКС, служивший оружием солдат почётного караула с 1960-х гг.